# 7-ме тисячоліття до н. е.
Сьоме тисячоліття до н. е. (VII) — часовий проміжок з 7000 до 6001 року до нашої ери.

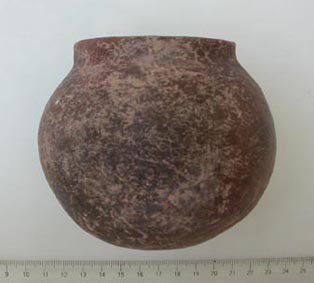
Темна лощена кераміка, Сирія, 7 тисячоліття до н.е.

Початок новокам'яної доби (неоліту). Одна з ключових подій в історії людства — Неолітична революція: перехід до землеробства, різке збільшення населення землеробних регіонів. В продовж 7 тисячоліття до н. е. землеробство поширюється з Анатолії на Балкани. Населення світу зберігає стабільну чисельність на рівні близько 5 мільйонів осіб, місця проживання людей розкидані по всій земній кулі у вигляді невеликих племен мисливців і збирачів. Сільське господарство на Близькому Сході, одомашнена корова, широке поширення глиняного посуду, в тому числі в Європі і Південній Азії. Перші металеві (золоті і мідні) орнаменти.

## Події

Зразки «Символів Цзяху», бл. 6600 років до н. е.

- Зразки «Символів Цзяху», бл. 6600 років до н. е.Бл. 7000 до н. е. — Землеробство[1] та поселення в Мергархе[2] (Пакистан).
- Бл. 7000 до н. е. Культура Пейліган у провінції Хенань в Китаї.
- Бл. 7000 до н. е. — Зародження землеробства у папуасів острова Нова Гвінея[3].
- Бл. 6850 до н. е. Поселення Сескло в Греції.
- Бл. 6200 до н. е. Культура Сінлунва в північно-східному Китаї.
- Бл. 6000 до н. е. — Епоха неоліту в Кореї.
- Бл. 6000 до н. е. — Перші сліди заселення печери Свартола в Норвегії.
- Гребениківська культура пізнього мезоліту в Північно-Західному Надчорномор'ї України.
- Початок буго-дністровської археологічної культури доби неоліту[4].

## Винаходи, відкриття
- Бл. 7000 до н. е. — Темна лощена кераміка — найбільш рання форма гончарства на Близькому Сході[5].
- Бл. 7000 до н. е. — Найдавніші свідчення лікування зубів з використанням дриля, Мергарх (Пакистан)[6].
- Бл. 7000 до н. е. — Найдавніші відомі зразки лляної тканини, Чатал-Гуюк (Туреччина)[7].
- Бл. 6600 до н. е. — "Символи Цзяху", 16 написів, знайдених на доісторичних артефактах в провінції Хенань, КНР[8].
- Бл. 6500 до н. е. — Черепи зі слідами проведення трепанації[9] із захоронень у Франції.
- Бл. 6400 до н. е. — Металеві намистинки виготовлені з олова, Чатал-Гуюк (Туреччина)[10].

## Культура

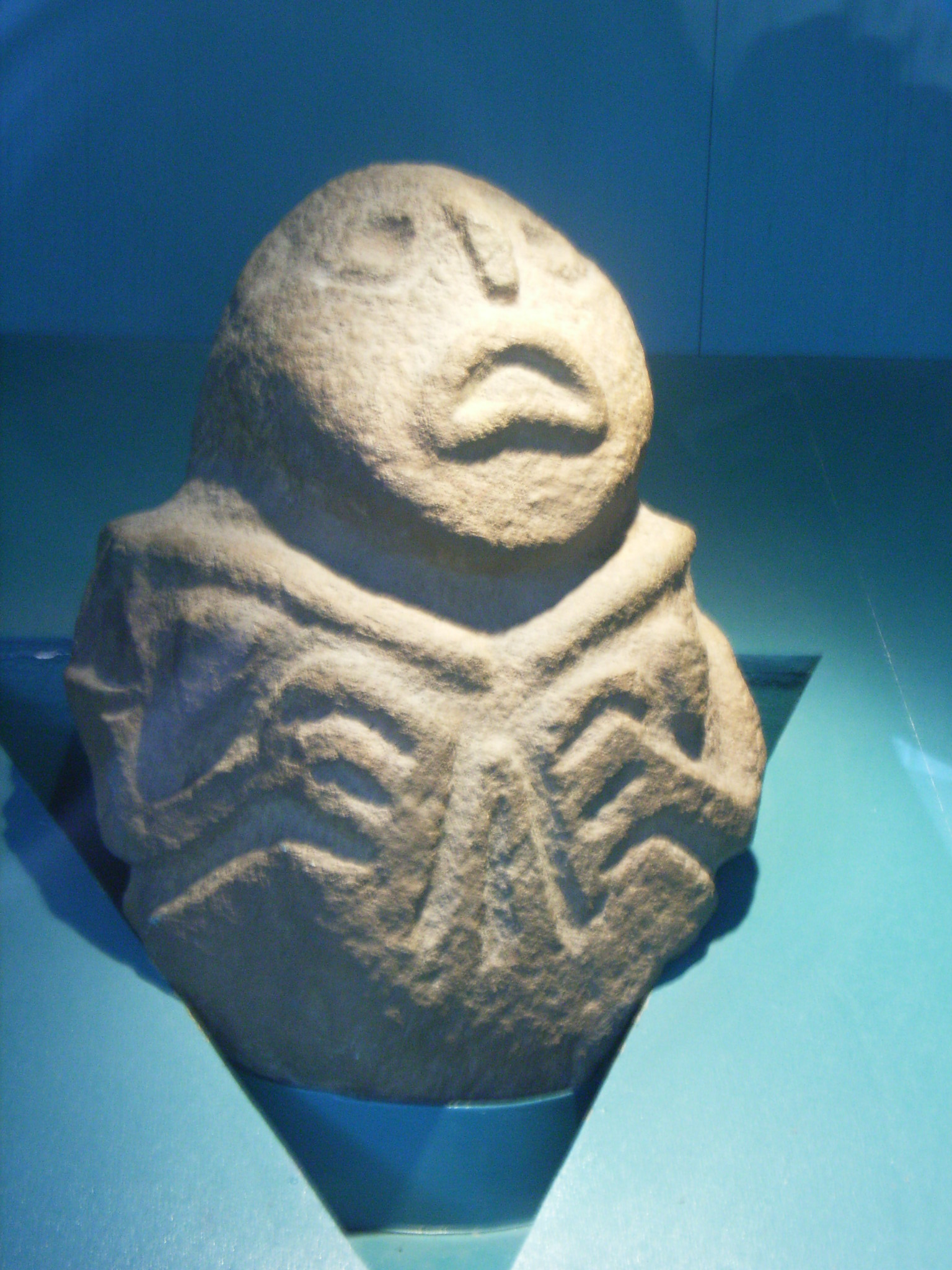
Скульптура з Лепенського Виру, Сербія, бл. 7000 до н. е.

- Скульптури з мезолітичної стоянки Лепенський Вир, Сербія, що, можливо, є першими зразками монументальної скульптури в Європі[11].
- Алебастрові антропоморфні статуї з Айн-Газаль, Йорданія.

## Кліматичні зміни
- Бл. 6500 до н. е. — Формування Ла-Маншу.
- Бл. 6500 до н. е. — підняття рівня моря спричинило перетворення півострова на острів Мен[12].
- Бл. 6100 до н. е. — Надпотужний зсув Стурегга викликав мегацунамі в Норвезькому морі[13].
- Бл. 6000 до н. е. — Підвищення рівня моря утворює Торресову протоку[14], що відокремлює Австралію від Нової Гвінеї.
- Бл. 6000 до н. е. (між 12 000 і 5000 роками до н. е.) — масове затоплення кількох регіонів світу через інтенсивне танення льодовика викликало подальше підняття рівня моря.